# Tres Algarrobos
Tres Algarrobos é uma localidade do partido de Carlos Tejedor, da Província de Buenos Aires, na Argentina. Possui uma população estimada em 2.994 habitantes (INDEC 2001).